# Lowell, Arkansas
Lowell är en stad (city) i Benton County, i delstaten Arkansas, USA. Enligt United States Census Bureau har staden en folkmängd på 7 536 invånare (2011) och en landarea på 23,7 km².